# شهر دقیانوس (خرابه‌های فاریاب)
شهر دقیانوس یا خرابه‌های فاریاب مربوط به سده‌های میانه اسلامی است و در شهرستان داورزن، دو کیلومتری شمال روستای شهرآباد واقع شده و این اثر در تاریخ ۱۶ اسفند ۱۳۸۴ با شمارهٔ ثبت ۱۴۳۶۷ به‌عنوان یکی از آثار ملی ایران به ثبت رسیده‌است.